# Wallonen

Flagge der Wallonen und der Wallonischen Region

Rot hervorgehoben ist die Wallonische Region in Belgien (schraffiert ist die zweisprachige Region Brüssel-Hauptstadt).

Als Wallonen (französisch Wallons, wallonisch Walons, niederländisch Walen) bezeichnen sich die französischsprachigen Bewohner der belgischen Region Wallonie. Die französischsprachige Bevölkerungsgruppe in der Region Brüssel-Hauptstadt bezeichnet sich dagegen zumeist als Frankophone oder frankophone Brüsseler.

## Etymologie
Die niederländische Bezeichnung waals ist die Entsprechung der hochdeutschen Bezeichnung wallonisch. Hieraus geht ein etymologischer Zusammenhang mit der hochdeutschen Bezeichnung welsch hervor.